# Turac emmascarat
El turac emmascarat (Corythaixoides personatus) és una espècie d'ocell de la família dels musofàgids (Musophagidae) que habita sabanes i boscos des del nord d'Etiòpia, cap al sud, fins a Tanzània i les zones limítrofes de Malawi i Zàmbia.

## Subespècies
Segons la classicació de l'IOC World Bird List 2017, versió 7.3, aquesta espècie està formada per dues subespècies:
- C. p. personatus (Rüppell, 1842), que habita al Rift Valley, a Etiòpia.
- C. p. leopoldi (Shelley, 1881), que habita a Uganda meridional, sud-oest de Kenya i des de Tanzània fins Malawi i Zàmbia.

A la classificació del Handbook of the birds of the World Alive, 2017, la segona de les subespècies és considerada una espècie de ple dret: turac caranegre (Corythaixoides leopoldi).